# AirQuarius Aviation
 (juin 2019).
Si vous disposez d'ouvrages ou d'articles de référence ou si vous connaissez des sites web de qualité traitant du thème abordé ici, merci de compléter l'article en donnant les références utiles à sa vérifiabilité et en les liant à la section « Notes et références ».

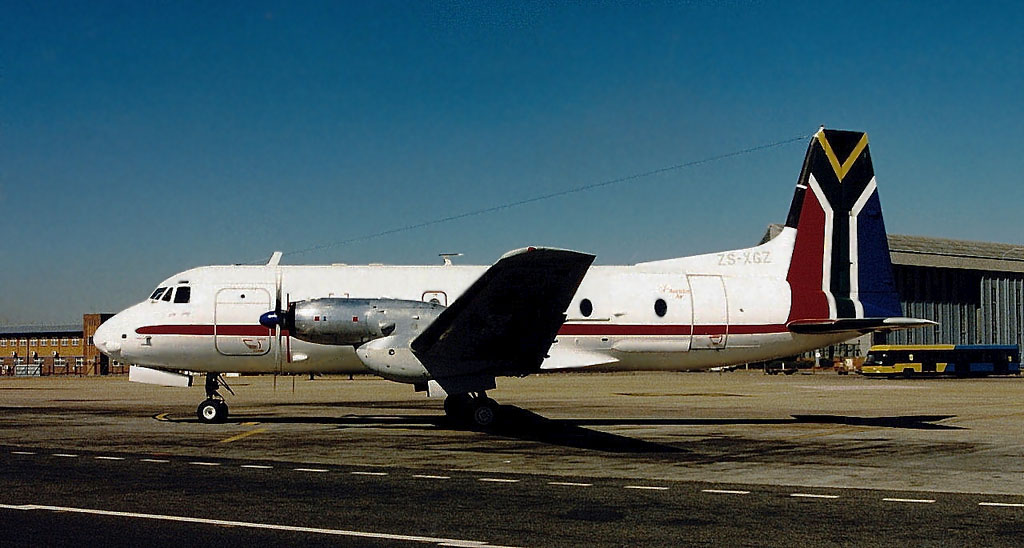
Airquarius BAe-748 ZS-XGZ

AirQuarius Aviation était une compagnie aérienne basée à Johannesburg, en Afrique du Sud, opérant des vols nolisés et la location d'avions contractée par des compagnies à travers l'Afrique et le Moyen-Orient. La base de la compagnie aérienne était à l'aéroport de Lanseria, Johannesburg.

## Histoire
AirQuarius a été créé par Gavin Branson et a commencé ses opérations en 1997. À une époque, il avait 120 employés. La compagnie aérienne s'est spécialisée dans l'exploitation de vols vers des zones de crise politique. En tant que tel, AirQuarius était le seul opérateur à Bagdad ou Bassorah pendant la guerre en Irak. Parmi les autres missions, mentionnons les vols de l'ONU en Afghanistan et au Soudan. 
En 2011, il a été allégué qu'un certificat d'exploitation aérienne avait été délivré à un aéronef AirQuarius Charters sur la base d'un formulaire d'inspection qui, selon l'inspecteur, n'avait pas été rédigé ou signé par lui. 
AirQuarius a cessé ses activités le 7 février 2012.

## Flotte
AirQuarius exploitait des avions Fokker 70, Fokker F28 et Boeing 737-200 à divers moments.

## Sources
- (en) Cet article est partiellement ou en totalité issu de l’article de Wikipédia en anglais intitulé « AirQuarius Aviation » (voir la liste des auteurs).